# Refúgio Durier
O refúgio Durier, fica a 3 369 m nos Alpes Graios do maciço do Monte Branco, na França, e mais precisamente no nas Agulha de Bionnassay. Bastante rudimentar, sem água corrente nem chaufagem, é propriedade do Clube alpino francês.

## Acesso
O acesso é feito a partir de La Gruvaz de Contamines-Montjoie ou pelo lado italiano por Courmayeur em La Visaille do vale Veny ou pelo passo de Miage.

## Características
- Altitude; 3 369 m
- Capacidade; 24 lugares

## Ascensões
O refúgio é o ponto de partida para a cúpula de Miageou o glaciar de Miage.